# 48ª Campanha de Almançor
A 48ª Campanha de Almançor, melhor conhecida como a Campanha de Santiago de Compostela foi uma expedição militar levada a cabo por Maomé ibne Abu Amir, melhor conhecido como Almançor, primeiro-ministro do califa Hixame II de Córdova e que visou a Galiza, mais especificamente Santiago de Compostela, túmulo do apóstolo Santiago
Foi a mais célebre campanha de Almançor e, de caminho, o exército cordovês passou pelo condado Portucalense, que foi devastado.

## Contexto
A 1 de Outubro de 976 Hixame II sucedeu a Aláqueme II no trono califal de Córdova. Na semana seguinte, o novo califa indigitou ibne Abi Amir, mais tarde conhecido como Almançor, para o cargo de hájibe ou primeiro-ministro. Almançor assumiu poderes ditatoriais à revelia de Hixame e continuou as reformas militares anteriormente começadas por Aláqueme II. Ameaçado pelas incursões cristãs, no ano seguinte instituiu uma política de destrutivas campanhas contra os reinos cristãos do norte, duas vezes ao ano geralmente, para cobrar tributos ou pilhá-los caso se recusassem a pagar, política que se prolongaria para lá da sua morte, até 1008. Estes foram 31 anos de hegemonia cordovesa imposta sobre os reinos cristãos com brutalidade e os mais caóticos desde o início da Reconquista.
Em 987, Almançor capturou Coimbra, Seia, Viseu e Lamego e em 990 os cordoveses conquistaram Montemor-o-Velho, abrindo assim o caminho em direcção ao noroeste

## A campanha
A cavalaria partiu de Córdova a 3 de Julho pela velha estrada romana em direcção noroeste acompanhada pelas carroças de provisões, ao passo que a infantaria, as armas, vitualhas e munições dirigiram-se para Alcácer do Sal, onde se embarcariam e o seu ponto de encontro seria a cidade do Porto, em território português. Em Cória, juntaram-se ao exército de Almançor vários condes leoneses. Dali, Almançor chegou a Viseu, onde se-lhe juntaram alguns nobres cristãos desterrados dos seus países ou condes submetidos, como Galindo o Galego ou Froila Gonçalves, este último conde de Coimbra, que preferiu compactuar com Almançor.

As muralhas primitivas do Porto.

Reunida o exército e a armada no Douro, as tropas atravessaram o rio por via de uma ponte de barcas que Almançor mandou construir, a primeira a ligar as duas margens do rio. O Porto estava mal fortificado e opôs fraca resistência. A campanha em direcção à Galiza foi precedida por uma incursão das tropas lideradas por um irmão de Froila Gonçalves, Veila Gonçalves, que vivia em Terra de Santa Maria sob domínio muçulmano, encarregue de neutralizar quaisquer forças que pudessem pôr em causa o avanço do exército muçulmano, nomeadamente as do conde Gonçalo Mendes de Portucale. Henrique Gonçalves, senhor do castelo da Maia, a principal fortificação da região, entrou em conluio com Veila. Henrique Gonçalves também aproveitou da ocasião para se apropriar da terra de Dona Zalamiz e do seu filho Didago. Braga foi sitiada com dificuldade mas foi saqueada e destruída. Brittonia, perto de Viana do Castelo, opôs forte resistência mas foi saqueada. Em Valadares de Monção atravessaram o Minho.
Transposto o Minho, o castelo de San Pelaio foi arrasado. Iria Flavia foi saqueada e destruída. Por todo o ocidente da Galiza numerosas vilas e mosteiros foram destruídos.
Quando os primeiros mensageiros deram conta da aproximação do exército cordovês, o bispo de Compostela Pedro de Mezonzo mandou evacuar a cidade e retirou-se para um mosteiro do interior, possivelmente em Sobrado. Supõe-se que, logicamente, tenha evacuado também as relíquias do santo nesta ocasião. O exército de Almançor acampou diante de Santiago de Compostela a 10 de Agosto. A cidade de Santiago de Compostela foi saqueada e arrasada, porém o Almançor decidiu poupar o túmulo do apóstolo Santiago e os guardas que colocou impediram que sofresse estragos. Almançor manteve-se oito dias em Santiago de Compostela. Durante a sua estadia, demoliu a catedral, o mosteiro de San Martín Pinario, o hospital fundado por Sesnando II, o mosteiro de Antealtares e todos os templos e palácios da cidade.
De regresso de Santiago, em Lamego foi feita a divisão dos despojos entre os chefes que participaram na campanha, tanto cristãos como muçulmanos. Almançor instalou uma guarnição muçulmana em Zamora mas o grosso das tropas permaneceu em Toro. Almançor impôs então aos magnatas cristãos condições de paz que lhe permitiram renunciar a campanhas no norte em 998, o primeiro ano em que tal aconteceu desde 977. No caminho de regresso, o exército de Almansor foi atingido por disenteria. De entre o espólio capturado em Santiago de Compostela contavam-se os sinos e portas da catedral, transportadas pelos cativos aprisionados durante a campanha, em número de 4000. Os sinos foram transformados em candelabros para a grande mesquita de Córdova.
Dois anos após o ataque de Almançor, o bispo Pedro de Mezonzo restaurou o templo de Santiago. O ataque de Almançor de 997 teve repercussões profundas. Santiago de Compostela transformou-se num importante destino de peregrinação internacional no decorrer do século seguinte e num símbolo do cristianismo na península Ibérica. Santiago, por sua vez, foi gradualmente adoptado como santo patrono da Reconquista com o epíteto de "Mata-Mouros".

Campanhas de Almançor.